# Alexandra Kury
Alexandra Kury (* 4. September 1977) ist eine ehemalige deutsche Fußballspielerin.

## Fußball
Ihre Karriere begann die Abwehrspielerin beim SC Reute, 1992 wechselte sie zum damaligen Verbandsligisten SC Freiburg und stieg mit diesem 1998 in die erste Bundesliga auf. Nach dem Ab- (1999) und Wiederaufstieg 2001 spielte sie ununterbrochen in der ersten Frauenbundesliga. Im Sommer 2008 beendete sie ihre aktive Karriere.

## Persönliches
Kury hat eine Ausbildung zur Industriekauffrau absolviert.

## Erfolge
- Aufstieg in die Bundesliga: 1998, 2001